# Algorytm DSW
Algorytm DSW – algorytm równoważący binarne drzewa poszukiwań (BST) tak, że wysokość drzewa jest rzędu {\displaystyle O(\log n)} (ściśle: {\displaystyle h<\log _{2}(n+1)}), gdzie {\displaystyle n} to liczba węzłów drzewa. Algorytm działa w czasie proporcjonalnym do liczby węzłów {\displaystyle (O(n)).}
Został stworzony przez Colina Daya (1976), a następnie poprawiony przez Quentina F. Stouta oraz Bette L. Warren (1986). Nazwa to skrótowiec, utworzony od pierwszych liter nazwisk twórców.

## Działanie
DSW jest wykorzystywany przy operacji na drzewiastych strukturach danych. Głównym celem działania DSW jest zrównoważenie drzewa binarnego. Zaletą jest względnie mała, oraz stała pamięć potrzebna na dodatkowe zmienne, a także brak konieczności używania sortowania, oraz całkowitej dekompozycji, z późniejszą rekonstrukcją drzewa (co dla dużych drzew jest nieoptymalne). Zostało to zastąpione rotacją węzła, względem rodzica.

### Rotacja
Rotacja poddrzewa o podanym korzeniu polega na przekształceniu jego struktury w takich sposób, że wysokość jednego poddrzewa maleje o jeden, drugiego zaś rośnie o jeden; istnieje rotacja lewo- i prawostronna.
Jednocześnie operacja ta nie zmienia kolejności odwiedzenia węzłów przy przechodzeniu drzewa metodą in-order – podstawowa własność drzewa BST pozostaje nienaruszona.

### Równoważenie drzewa

#### Faza I
DSW w celu zrównoważenia drzewa najpierw – poprzez wielokrotne rotacje prawe – zamienia je w listę. Takie drzewo sprowadzone do postaci listy nazywa się kręgosłupem.
Tworzenie kręgosłupa demonstruje poniższy pseudokod:
```
   
/* Pseudokod ilustrujący powstawanie kręgosłupa, wskutek działania pierwszej fazy DSW */

   
TworzKregoslup
 (
węzeł
 
korzen
)
       
tmp
 = 
korzen
; 
//tmp to zmienna tymczasowa

       while 
tmp
 
nie jest równe
 NULL
           if 
tmp
 
posiada lewego potomka

               
wykonaj rotację tego potomka względem
 
tmp
; 
//Czyli lewy potomek zostaje ojcem węzła tmp

               
tmp
 
zostaje przesunięty do nowo powstałego rodzica
;
           else
               
tmp
 
zostaje przesunięty w miejsce swojego prawego potomka
;
```

Graficznie, działanie powyższego pseudokodu można przedstawić na przykładzie:

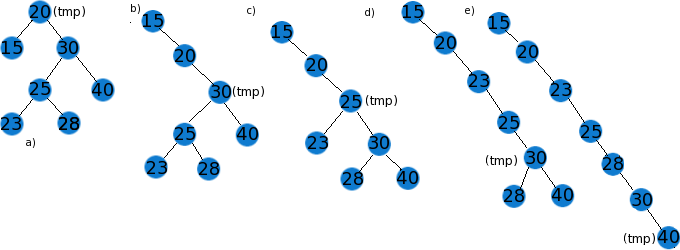
Kolejne rotacje węzłów (b – d) drzewa (a), aż do momentu otrzymania listy (e).

W tej fazie złożoność obliczeniowa działania algorytmu wynosi {\displaystyle O(n).} Maksymalna liczba wykonań pętli while to: {\displaystyle 2n-1.} W takim przypadku wykona się {\displaystyle n-1} rotacji ({\displaystyle n} – całkowita liczba węzłów w drzewie).

#### Faza II
W tej fazie DSW przywraca kształt drzewa nowo powstałej liście, poprzez wielokrotne rotacje (tym razem lewe). Wykonuje się je na co drugim węźle, względem jego rodzica – podczas każdego przebiegu wzdłuż skrajnej prawej ścieżki drzewa. Każdy z takich przebiegów skraca długość linii o połowę. Tym razem ostatecznie otrzymamy drzewo doskonale zrównoważone.
Tę fazę algorytmu opisuje poniższy pseudokod:
```
   
/* Pseudokod ilustrujący powstawanie idealnie wyważonego drzewa, wskutek działania drugiej fazy DSW */

   
TworzWywazoneDrzewo
 (
liczba całkowita
 
n
)
       
m
 = 

  

    

      

        

          
2

          

            
[

            

              
log

              

                
2

              

            

            
⁡

            
(

            
n

            
+

            
1

            
)

            
]

          

        

        
−

        
1

        
;

      

    

    
{\displaystyle 2^{[\log _{2}(n+1)]}-1;}

  

 
// [x] oznacza funkcję 
entier
 – największą liczbę całkowitą, nie większą od x

       
wykonaj 
n
-
m
 rotacji, idąc od początku linii po prawych potomkach
;
       while 
m
 > 1
           
m
 = [
m
/2]; // znaczenie nawiasów [] jak wyżej
           
wykonaj 
m
 rotacji, idąc od początku linii po prawych potomkach
;
```

Działanie pseudokodu w II fazie DSW graficznie przedstawia przykład (kontynuując poprzedni):

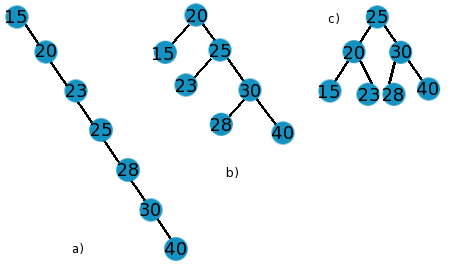
Kolejne lewe rotacje węzłów (b, c) listy (a), aż do momentu otrzymania drzewa doskonale zrównoważonego (c).

W powyższym przykładzie przed uruchomieniem się pętli while nie zostanie wykonana żadna rotacja (ze względu na to, że m-n wyniesie 0). Przy przejściu z kroku a) do b) (pierwsze obejście pętli) wykonają się 3 rotacje, a z kroku b) do c) tylko jedna. Po niej algorytm zakończy się, a drzewo będzie doskonale zrównoważone. Złożoność obliczeniowa tej fazy działania to także {\displaystyle O(n),} a więc algorytm jest optymalny (ze względu na czas, ale także zużytą pamięć, gdyż czas rośnie liniowo wraz z n, a dodatkowe zasoby pamięciowe są stałe i niewielkie).